# NASA X-43

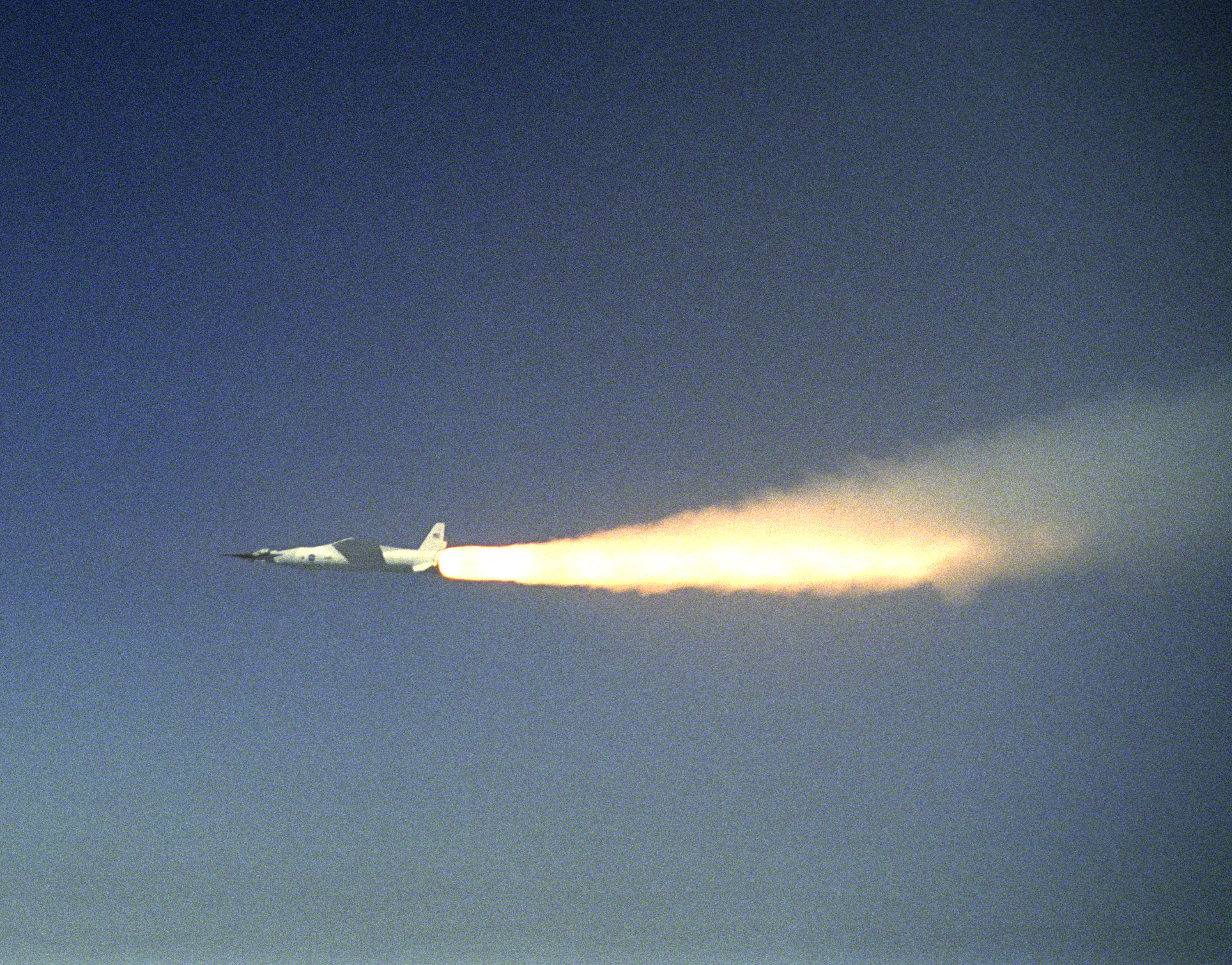
NASA X-43A với rocket đẩy trong thử nghiệm bay.

NASA X-43 là một máy bay siêu âm không người lái thử nghiệm với nhiều biến thể quy mô được lên kế hoạch nhằm kiểm tra các khía cạnh khác nhau của chuyến bay siêu âm. Nó là một phần của loạt máy bay X và đặc biệt là chương trình Hyper-X của NASA. Nó đã thiết lập một số kỷ lục về tốc độ bay cho máy bay phản lực. X-43 là máy bay phản lực nhanh nhất được ghi nhận với vận tốc xấp xỉ Mach 9,6. Một tên lửa đẩy có cánh với X-43 được đặt trên đỉnh, được gọi là "ngăn xếp", được phóng từ một chiếc Boeing B-52 Stratofortress. Sau khi tên lửa đẩy (một giai đoạn đầu tiên được sửa đổi của tên lửa Pegasus) đưa khối thuốc đến tốc độ và độ cao mục tiêu, nó bị loại bỏ, và X-43 bay tự do bằng động cơ riêng của nó, một máy bay phản lực.
Máy bay đầu tiên trong loạt, X-43A, là một phương tiện sử dụng một lần, trong đó ba chiếc đã được chế tạo. Chiếc X-43A đầu tiên đã bị phá hủy sau khi gặp trục trặc trong chuyến bay năm 2001. Hai chiếc còn lại đều bay thành công vào năm 2004, lập kỷ lục về tốc độ, với các phi cơ hoạt động trong khoảng 10 giây, sau đó là 10 phút bay lượn và cố ý lao xuống đại dương. Các kế hoạch sản xuất thêm máy bay trong dòng X-43 đã bị đình chỉ hoặc hủy bỏ, (và được thay thế bằng chương trình X-51 do USAF quản lý

## Phát triển
X-43 là một phần của chương trình Hyper-X của NASA, có sự tham gia của cơ quan vũ trụ Mỹ và các nhà thầu như Boeing, Micro Craft Inc,                                                                           Orbital Sciences Corporation và General Applied Science Laboratory (GASL). Micro Craft Inc. đã chế tạo X-43A và GASL chế tạo động cơ của nó.
Một trong những mục tiêu chính của Doanh nghiệp Hàng không Vũ trụ NASA là phát triển và trình diễn các công nghệ cho chuyến bay siêu âm thở bằng không khí. Sau khi chương trình Máy bay Vũ trụ Quốc gia (NASP) bị hủy bỏ vào tháng 11 năm 1994, Hoa Kỳ đã thiếu một chương trình phát triển công nghệ siêu thanh gắn kết. Là một trong những chương trình "tốt hơn, nhanh hơn, rẻ hơn" do NASA phát triển vào cuối những năm 1990, Hyper-X đã sử dụng công nghệ và nghiên cứu từ chương trình NASP, chương trình đã nâng cao nó hướng tới việc trình diễn động cơ hít thở bằng khí siêu âm, Peebles, Curtis (2010) . Mười một giây cho điều chưa biết: Lịch sử của Chương trình Hyper-X.
Hyper-X Giai đoạn I là một chương trình Doanh nghiệp Công nghệ Không gian và Hàng không của NASA do Trung tâm Nghiên cứu Langley, Hampton, Virginia và Trung tâm Nghiên cứu Chuyến bay Dryden, Edwards, California đồng thực hiện. Langley là trung tâm dẫn đầu và chịu trách nhiệm phát triển công nghệ siêu âm. Dryden chịu trách nhiệm nghiên cứu chuyến bay.
Giai đoạn I là một chương trình kéo dài bảy năm, trị giá khoảng 230 triệu đô la, nhằm xác nhận khả năng bay của động cơ phản lực, khí động học siêu âm và các phương pháp thiết kế.
Các giai đoạn tiếp theo không được tiếp tục vì loạt máy bay X-43 được thay thế bằng X-51 vào năm 2006.

## Thiết kế
Máy bay X-43A là một phương tiện thử nghiệm nhỏ không người lái có chiều dài chỉ hơn 3,7 m (12 ft). [2] Phương tiện này là một thiết kế thân nâng, trong đó thân của máy bay cung cấp một lực nâng đáng kể cho chuyến bay, thay vì dựa vào cánh. Máy bay nặng khoảng 1.400 kg (3.000 lb). X-43A được thiết kế để có thể điều khiển hoàn toàn trong chuyến bay tốc độ cao, ngay cả khi bay mà không cần động cơ đẩy. Tuy nhiên, máy bay không được thiết kế để hạ cánh và thu hồi. Các phương tiện thử nghiệm đã lao xuống Thái Bình Dương khi quá trình thử nghiệm kết thúc.Di chuyển với tốc độ Mach tạo ra rất nhiều nhiệt do các sóng xung kích nén liên quan đến lực cản khí động học siêu âm. Ở tốc độ Mach cao, nhiệt có thể trở nên gay gắt đến mức các phần kim loại của khung máy bay có thể tan chảy. X-43A đã bù đắp cho điều này bằng cách luân chuyển nước phía sau nắp động cơ và các cạnh dẫn đến thành bên, làm mát các bề mặt đó. Trong các thử nghiệm, lưu lượng nước được kích hoạt ở tốc độ khoảng Mach 3.

### Động cơ
Chiếc máy bay này được tạo ra để phát triển và thử nghiệm một động cơ ramjet đốt cháy siêu thanh, hay động cơ "scramjet", một biến thể của động cơ trong đó quá trình đốt cháy bên ngoài diễn ra trong không khí chạy ở tốc độ siêu âm. Các nhà phát triển của X-43A đã thiết kế khung máy bay trở thành một phần của hệ thống đẩy: phần thân trước là một phần của luồng không khí nạp, trong khi phần phía sau có chức năng như một vòi xả. 
Động cơ của X-43A chủ yếu được sử dụng nhiên liệu hydro. Trong thử nghiệm thành công, khoảng một kg (hai pound) nhiên liệu đã được sử dụng. Không giống như tên lửa, các phương tiện chạy bằng máy bay phản lực không mang oxy lên tàu để tiếp nhiên liệu cho động cơ. Việc loại bỏ nhu cầu vận chuyển oxy làm giảm đáng kể kích thước và trọng lượng của xe. Trong tương lai, những phương tiện nhẹ hơn như vậy có thể đưa những vật có trọng tải nặng hơn vào không gian hoặc chở những vật có cùng trọng lượng một cách hiệu quả hơn nhiều.
Máy bay phản lực chỉ hoạt động ở tốc độ trong khoảng Mach 4,5 hoặc cao hơn, vì vậy tên lửa hoặc động cơ phản lực khác là cần thiết để ban đầu nâng máy bay chạy bằng máy bay phản lực lên vận tốc cơ bản này. Trong trường hợp của X-43A, máy bay được tăng tốc lên tốc độ cao bằng tên lửa Pegasus phóng từ máy bay ném bom Boeing B-52 Stratofortress đã được hoán cải. Phương tiện kết hợp X-43A và Pegasus được các thành viên của chương trình gọi là "ngăn xếp".
Động cơ của xe thử nghiệm X-43A được thiết kế đặc biệt cho một dải tốc độ nhất định, chỉ có thể nén và đốt cháy hỗn hợp nhiên liệu-không khí khi luồng không khí đi vào chuyển động như mong đợi. Hai chiếc X-43A đầu tiên được thiết kế để bay với tốc độ xấp xỉ Mach 7, trong khi chiếc thứ ba được thiết kế để hoạt động ở tốc độ lớn hơn Mach 9,8 (10.655,3 km / h; 6.620,9 mph) ở độ cao 30.000 m (98.000 ft) trở lên.

## Kiểm tra hoạt động
Cuộc thử nghiệm X-43A đầu tiên của NASA vào ngày 2 tháng 6 năm 2001 đã thất bại do tên lửa đẩy Pegasus mất kiểm soát khoảng 13 giây sau khi nó được thả ra khỏi tàu sân bay B-52. Tên lửa đã trải qua một dao động điều khiển khi nó chuyển động siêu âm, cuối cùng dẫn đến việc hạ độ cao bên phải của tên lửa. Điều này khiến tên lửa đi chệch hướng đáng kể so với kế hoạch, và nó đã bị phá hủy như một biện pháp phòng ngừa an toàn. Một cuộc điều tra về vụ việc cho biết rằng thông tin không chính xác về khả năng của tên lửa cũng như môi trường bay của nó đã góp phần gây ra vụ tai nạn. Một số điểm không chính xác trong mô hình dữ liệu cho thử nghiệm này đã dẫn đến hệ thống điều khiển không đủ cho tên lửa Pegasus cụ thể được sử dụng, mặc dù cuối cùng không có yếu tố nào có thể đổ lỗi cho sự thất bại này.
Trong cuộc thử nghiệm thứ hai vào tháng 3 năm 2004, chiếc Pegasus đã khai hỏa thành công và phóng chiếc xe thử nghiệm ở độ cao khoảng 29.000 mét (95.000 ft). Sau khi tách ra, cửa hút gió của động cơ được mở ra, động cơ bốc cháy và sau đó máy bay tăng tốc ra khỏi tên lửa đạt vận tốc Mach 6,83 (7.455,75 km / h; 4.632,79 mph). Nhiên liệu chảy đến động cơ trong 11 giây, thời gian máy bay đi được quãng đường hơn 24 km (15 mi). Sau khi tách bộ tăng áp Pegasus, chiếc xe bị giảm tốc độ một chút nhưng động cơ phản lực sau đó đã tăng tốc chiếc xe trong chuyến bay leo núi. Sau khi kiệt sức, kiểm soát viên vẫn có thể điều động phương tiện và thao tác điều khiển chuyến bay trong vài phút; chiếc máy bay, bị giảm tốc độ do sức cản của không khí, rơi xuống biển. Với chuyến bay này, X-43A trở thành máy bay thở tự do nhanh nhất trên thế giới.
NASA đã bay phiên bản thứ ba của X-43A vào ngày 16 tháng 11 năm 2004. Tên lửa Pegasus sửa đổi được phóng từ tàu mẹ B-52 ở độ cao 13.000 m (43.000 ft). X-43A lập kỷ lục tốc độ mới là Mach 9,64 (10.240,84 km / h; 6.363,36 mph) ở độ cao khoảng 33.500 m (110.000 ft), và kiểm tra thêm khả năng chịu nhiệt của phương tiện. tải liên quan.

### Thay thế
Vào tháng 1 năm 2006, USAF đã công bố Lực lượng Ứng dụng và Khởi động từ Lục địa Hoa Kỳ hoặc tên lửa tái sử dụng FALCON scramjet.
Vào tháng 3 năm 2006, có thông báo rằng phương tiện bay thử nghiệm máy bay phản lực đốt cháy siêu thanh "WaveRider" của Phòng thí nghiệm Nghiên cứu Không quân (AFRL) đã được chỉ định là X-51A. Chiếc Boeing X-51 của Không quân Hoa Kỳ bay lần đầu tiên vào ngày 26 tháng 5 năm 2010, rơi từ một chiếc B-52.

## Các biến thể
Sau các cuộc thử nghiệm X-43 vào năm 2004, các kỹ sư của NASA Dryden nói rằng họ mong đợi tất cả những nỗ lực của mình sẽ đạt được đỉnh cao trong việc sản xuất phương tiện phi hành đoàn hai giai đoạn lên quỹ đạo trong khoảng 20 năm nữa. Các nhà khoa học bày tỏ nhiều nghi ngờ rằng sẽ có một phương tiện phi hành đoàn một giai đoạn lên quỹ đạo giống như Máy bay Vũ trụ Quốc gia (NASP) trong tương lai gần. Các phương tiện X-43 khác đã được lên kế hoạch, nhưng kể từ tháng 6 năm 2013, chúng đã bị đình chỉ hoặc hủy bỏ. Chúng dự kiến sẽ có thiết kế thân cơ bản giống như X-43A, mặc dù máy bay dự kiến sẽ có kích thước vừa phải đến lớn hơn đáng kể.

### XB-43B
X-43B, được kỳ vọng là một phương tiện cỡ lớn, tích hợp động cơ chu trình hỗn hợp (TBCC) dựa trên tuabin hoặc động cơ ISTAR chu trình hỗn hợp (RBCC) dựa trên tên lửa. Các tua-bin phản lực hoặc tên lửa ban đầu sẽ đẩy phương tiện lên tốc độ siêu thanh. Một máy bay phản lực có thể tiếp quản bắt đầu với tốc độ Mach 2,5, với động cơ chuyển đổi sang cấu hình máy bay phản lực ở khoảng Mach 5.

### XB-43C
X-43C sẽ lớn hơn một chút so với X-43A và dự kiến sẽ kiểm tra khả năng tồn tại của nhiên liệu hydrocacbon, có thể với động cơ HyTech. Trong khi hầu hết các thiết kế máy bay phản lực đều sử dụng hydro để làm nhiên liệu, thì HyTech chạy bằng nhiên liệu hydrocacbon loại dầu hỏa thông thường, thực tế hơn để hỗ trợ các phương tiện vận hành. Việc chế tạo một động cơ quy mô lớn đã được lên kế hoạch sử dụng nhiên liệu của chính nó để làm mát. Hệ thống làm mát động cơ sẽ hoạt động như một lò phản ứng hóa học bằng cách phá vỡ các hydrocacbon mạch dài thành các hydrocacbon mạch ngắn để đốt cháy nhanh chóng.
X-43C bị đình chỉ vô thời hạn vào tháng 3 năm 2004. Câu chuyện liên kết báo cáo việc dự án bị đình chỉ vô thời hạn và sự xuất hiện của Chuẩn đô đốc Craig E. Steidle trước phiên điều trần của tiểu ban Hàng không và Không gian Hạ viện vào ngày 18 tháng 3 năm 2004. Vào giữa năm 2005, X-43C dường như được tài trợ cho đến cuối năm.

### XB-43D
X-43D lẽ ra gần như giống với X-43A, nhưng mở rộng đường bao tốc độ lên Mach 15. Tính đến tháng 9 năm 2007, chỉ có một nghiên cứu khả thi được thực hiện bởi Donald B. Johnson của Boeing và Jeffrey S. Robinson của NASA. Trung tâm nghiên cứu Langley. Theo lời giới thiệu của nghiên cứu, "Mục đích của X-43D là thu thập thông tin về môi trường bay Mach cao và khả năng hoạt động của động cơ, rất khó, nếu không muốn nói là không thể thu thập trên mặt đất." 